# ルンバ600シリーズ
ルンバ600シリーズ（英語: Roomba® 600 Series）は、アイロボット（英語: iRobot）が2012年8月14日に発表したロボット掃除機の製品群である。
2011年1月のルンバ700シリーズ発表によって下位機種だけが残ったルンバ500シリーズの一部機種が、「ルンバ600シリーズ」として新型集塵容器エアロバキュ（英語: AeroVac™）の全面採用などによりルンバ700シリーズと同等の吸引能力に改良され、新たなルンバのエントリーモデルとなった。
リチウムイオン二次電池の採用や無線LAN（Wi-Fi®）への対応など逐次改良が加えられ、2007年8月のルンバ500シリーズ発表から10年以上、姿を変えずに販売され続けている。

## 機種

### 北米域内販売機種
- iRobot® Roomba® 614 Vacuuming Robot, R614020[9]
- iRobot® Roomba® 630 Vacuum Cleaning Robot, R630020[10] - 2012年8月14日発表[5]。
- iRobot® Roomba® 650 Vacuum Cleaning Robot, R650020[11] - 2012年8月14日発表[5]。
- iRobot® Roomba® 652 Robot Vacuum[12][13]
- iRobot® Roomba® 671 Robot Vacuum with Wi-Fi® Connectivity, R671[14]
- iRobot® Roomba® 675 Wi-Fi® Connected Robot Vacuum, R675020[15]
- iRobot® Roomba® 690 Wi-Fi® Connected Robot Vacuum, R690020[16] - 2017年5月2日発表[7]。

別売周辺機器
付属品の追加や機能追加のために周辺機器が別売された。
- Remote Control, 82201 - 遠隔操作機能が追加できる。
- Compact Virtual Wall®, 88601 - 不可視光線により長さ4～7フィートの「見えない壁」で区域を作り出し、その区域内のみを掃除させることができる。
- Auto Virtual Wall®, 88701 - ルンバ本体の電源に連動し、不可視光線により長さ4～7フィートの「見えない壁」で区域を作り出し、その区域内のみを掃除させることができる。一部機種に対応。
- Virtual Halo, 4319194 - ルンバ本体の電源に連動し、不可視光線により直径20インチの「見えない壁」で区域を作り出し、その区域内への侵入を防ぐことができる。一部機種に対応。
- Dual Mode Virtual Wall® Barrier, 4636429 - ルンバ本体の電源に連動し、不可視光線により長さ10フィートもしくは直径4フィートの「見えない壁」で区域を作り出し、その区域内への侵入を防ぐことができる。
- Battery Charger, Black, 20914 - 交換および予備用のAC-DCアダプタ。
- Compact Home Base®, 88801 - 自動帰投・自動充電を可能とする充電関連機器。
- Compact Home Base, 4452445 - Compact Home Base®（88801）の代替品。
- Integrated Home Base®, 4452369 - 自動帰投・自動充電を可能とする充電機器。
- Advanced Power System (APS) 3000 mAh NiMH Battery, 80501 - 交換および予備用大容量充電池。
- iRobot® XLife™ Extended Life Battery, 4636434 - 交換および予備用長寿命充電池。
- Roomba® 1800 Lithium Ion Battery, 4502233 - 交換および予備用充電池。

### 日本国内販売機種
2012年（平成24年）10月19日からアイロボットの代理店であるセールス・オンデマンドが、2017年（平成29年）4月からはアイロボットの日本法人であるアイロボットジャパンが販売している。シリーズ発表当初から日本市場向けに日本家屋の床などを考慮した独自の変更がなされていたが、米国と異なりエアロバキュやリチウムイオン二次電池の採用は遅れた。
- ロボット掃除機ルンバ606, R606060[33] - 2019年（平成31年）4月10日発売[33]。Amazon.co.jp専売製品[34]。本体はルンバ643と同じだが、 バーチャルウォールが付属しない[35]。
- ロボット掃除機[29]ルンバ620, 620[36] - 2012年（平成24年）10月19日発売[29]。
- ロボット掃除機ルンバ621, R621060[37] - 2014年（平成26年）9月12日発売[37]。本体はルンバ622と同じだが、リモコンと消耗品が付属しない[38]。
- ロボット掃除機ルンバ622, R622060[37] - 2014年（平成26年）9月12日発売[37]。ルンバ620の後継製品で、ルンバ800シリーズと同じ長寿命バッテリーのエックスライフバッテリーと[39]、オートバーチャルウォールを採用した[40]。
- ルンバ623[41] - 2015年（平成27年）発売、イオン専売製品[40]。
- ロボット掃除機[42]ルンバ624, 62424[43] - 2016年（平成28年）発売[40]。通信販売店専売製品[42]。
- ロボット掃除機ルンバ625, R625060[44] - 2016年（平成28年）9月発売、ジャパネットたかた専売製品[44]。ルンバ700シリーズと同じ吸引システムのエアロバキュ集塵容器に変更された[40]。
- ロボット掃除機ルンバ626, R626060[45] - 2016年（平成28年）9月発売[40]、ジャパネットたかた専売製品[45]、ルンバ625の色違い[46]。
- ロボット掃除機ルンバ627, R627060[47] - 2017年（平成29年）9月3日、ジャパネットたかた専売製品[47]。
- ロボット掃除機ルンバ628, R628060[48] - ジャパネットたかた専売製品[48]。
- ルンバ629, 62929[49] - ケーズデンキ専売製品[49][50]。ルンバ622がベース。
- ロボット掃除機[29]ルンバ630（オリジナルモデル）, 630701[51][52] - 2012年（平成24年）10月19日発売[29]。
- ルンバ630モデル, 630910[52]
- ロボット掃除機[1]ルンバ630（シルバーブラウン）, 630S[52] - 2012年（平成24年）10月19日発売、ルンバ 10th Birthday 限定モデル[1]。
- ロボット掃除機[1]ルンバ630（オリエンタルグリーン）, 630G[52] - 2012年（平成24年）10月19日発売、ルンバ 10th Birthday 限定モデル[1]。
- ロボット掃除機[1]ルンバ630（シャンパンゴールド）, 630C[52] - 2012年（平成24年）10月19日発売、ルンバ 10th Birthday 限定モデル[1]。
- ロボット掃除機[1]ルンバ630（ターコイズブルー）, 630T[52] - 2012年（平成24年）10月19日発売、ルンバ 10th Birthday 限定モデル[1]。
- ロボット掃除機[1]ルンバ630（パッションピンク）, 630P[52] - 2012年（平成24年）10月19日発売、ルンバ 10th Birthday 限定モデル[1]。
- ロボット掃除機[1]ルンバ630（ディープレッド）, 630D[52] - 2012年（平成24年）10月19日発売、ルンバ 10th Birthday 限定モデル[1]。
- ロボット掃除機[1]ルンバ630（ロイヤルブルー）, 630R[52] - 2012年（平成24年）10月19日発売、ルンバ 10th Birthday 限定モデル[1]。
- ロボット掃除機[1]ルンバ630（ラベンダー）, 630L[52] - 2012年（平成24年）10月19日発売、ルンバ 10th Birthday 限定モデル[1]。
- ロボット掃除機ルンバ631, 631[53] - ビックカメラ専売製品、リチウムイオン二次電池を搭載、デュアルバーチャルウォールが付属[53]。ルンバ700シリーズと同じ吸引システムのエアロバキュ集塵容器に変更された[40]。
- ロボット掃除機ルンバ641, R641060[54] - 2017年（平成29年）11月22日発売、デュアルバーチャルウォールが付属[54]。
- ロボット掃除機ルンバ642, R642060[55] - 2018年（平成30年）2月8日発売[55]。Amazon.co.jp専売製品、ルンバ641の色違い[56]。
- ロボット掃除機ルンバ643[57][58], 643[59], R643060[60] - 2018年（平成30年）8月3日発売[57]、ルンバ641の後継製品で塗色のみ変更[56]。
- ロボット掃除機ルンバ654, R654060[61] - 2015年（平成27年）10月発売、スケジュール機能を搭載[62]。ルンバ700シリーズと同じ吸引システムのエアロバキュ集塵容器に変更された[40]。
- ルンバ654（株式会社ベルス特別価格） - 製品番号：654_BEL_1608[63]
- ロボット掃除機ルンバ671, R671060[64] - 2020年（令和2年）2月28日発売、無線LAN（Wi-Fi®）経由でスマートフォンやスマート・スピーカーから遠隔操作できる機能を搭載[65]。
- ロボット掃除機ルンバ680, R680060[66] - 2016年（平成28年）9月16日発売[6]。スケジュール機能ならびにリチウムイオン二次電池を搭載、デュアルバーチャルウォールが付属[67]。
- ロボット掃除機ルンバ690, R690060[68] - 2017年（平成29年）8月3日発売[68]。無線LAN（Wi-Fi®）経由でスマートフォンやスマート・スピーカーから遠隔操作できる機能を搭載[69]。
- ロボット掃除機ルンバ691, R691060[70] - 2018年（平成30年）2月8日発売、Amazon.co.jp専売製品[70]。ルンバ690の色違い[71]。
- ロボット掃除機ルンバ692, R692060[72] - 2020年（令和2年）5月27日発売、Amazon.co.jp専売製品[72]。

### チェコ国内販売機種
iRobotの代理店であるCertus Mercatusは、ルンバ600シリーズのチェコでの発売を2012年10月3日に発表した。
- Roomba® 605[75]
- Roomba® 606[76]
- Roomba® 616[77]
- Roomba® 620[78] - 2012年10月3日発表[74]。
- Roomba® 621[79]
- Roomba® 630[80] - 2012年10月3日発表[74]。
- Roomba® 631[81]
- Roomba® 650[82] - 2012年10月3日発表[74]。
- Roomba® 651[83]
- Roomba® 660[84] - 2012年10月3日発表[74]。
- Roomba® 676[85] - 2018年5月15日発表[86]。
- Roomba® 681[87] - 2017年3月27日発表[88]。
- Roomba® 695[89] - RobotWorld専売製品[90]。
- Roomba® 696[91] - 2017年8月15日発表[92]。

### 派生機種
- iRobot Create® 2 Programmable Robot, RC65099[93] - STEM教育用の教材を念頭に企画された[94]プログラミング用のルンバ型ロボット[95]。2014年12月10日に発表された[95]。ルンバ600シリーズの初期不良品を再利用している[95][96]。